# Joop Carp
Johan Robert „Joop“ Carp (* 30. Januar 1897 in Jawa Tengah, Niederländisch-Indien; † 25. März 1962 in Johannesburg, Südafrika) war ein niederländischer Segler.

## Werdegang
Joop Carp nahm dreimal an Olympischen Spielen teil. Bei den Olympischen Spielen 1920 in Antwerpen war er Skipper der Oranje, deren Crew aus seinem Bruder Bernard Carp und Petrus Wernink bestand. Der einzige Konkurrent bei der Regatta war das französische Boot Rose Pompon von Skipper Albert Weil. Da sich die Rose Pompon wegen Problemen mit dem Zoll verspätete, wurde die erste von drei Wettfahrten nicht ausgetragen. Die zweite und dritte Wettfahrt gewann jeweils die Oranje, sodass die Carp-Brüder und Wernink Olympiasieger wurden. Vier Jahre darauf war Carp bei den Spielen in Paris in der 6-Meter-Klasse erneut Skipper, diesmal der Willem-Six. Gemeinsam mit Anthonij Guépin und Jan Vreede gelang ihm die Qualifikation für die finalen Wettfahrten, in denen sie gegen die norwegische Elisabeth V von Skipper Anders Lundgren und die dänische Bonzo von Skipper Vilhelm Vett um die Medaillen segelten. Zwar belegten die Willem-Six und die Bonzo in zwei Wettfahrten jeweils einen zweiten und einen dritten Platz, aufgrund der besseren Resultate in der Vorrunde wurden die Dänen jedoch auf dem zweiten Platz klassifiziert, womit die Niederländer die Bronzemedaille erhielten. Carps dritte Olympiateilnahme erfolgte erst anlässlich der Olympischen Spiele 1936 in Berlin, bei denen er erneut als Skipper fungierte. Mit der De Ruyter kam er bei der im Olympiahafen Düsternbrook stattfindenden Regatta mit 42 Punkten nicht über den achten Platz hinaus.
1921 schloss er an der Universität Leiden sein Studium ab und wurde Rechtsanwalt. Nachdem er zunächst als Vizepräsident bei Fokker tätig gewesen war, gründete er in Amsterdam die Handelsgesellschaft Carp & Co., die gute Beziehungen zu Bernhard zur Lippe-Biesterfeld unterhielt. Nachdem Carp & Co. ein Büro in New York City öffnete, verlegte Carp seinen Arbeitsschwerpunkt dorthin. Er heiratete die Dressurreiterin Johanna Hall, das Paar ließ sich aber wieder scheiden. Carp emigrierte später nach Südafrika.